# 理查德·卡菲
理查德·卡菲（英語：Richard Kahui；1985年6月9日—）是一位新西蘭橄欖球運動員。他是新西蘭國家橄欖球隊的一員，代表新西蘭參加了2011年世界盃橄欖球賽。